# ピクトロジカ ファイナルファンタジー
『ピクトロジカ ファイナルファンタジー』（PICTLOGICA FINAL FANTASY、略称: PFF、ピクトロジカ）は、スクウェア・エニックスより配信されているスマートフォン・タブレット用ゲームアプリ。2013年10月21日サービス開始。基本プレイ無料（アイテム課金制）。
2017年7月12日より、本作をベースとしたニンテンドー3DSソフト『ピクトロジカ ファイナルファンタジー≒』（― ニアリーイコール、PICTLOGICA FINAL FANTASY ≒）が配信されている。
2018年11月30日をもってアプリ版のオンラインサービスを終了し、以降はオフライン版へ移行した。3DS版『≒』についても2022年3月28日の3DS向けニンテンドーeショップのサービス終了に伴い配信が終了された。

## 概要
ファイナルファンタジーシリーズ（FF）を題材としたパズルゲーム。開発担当はピクロスシリーズの多くを開発したジュピター。
一般にはイラストパズルやイラストロジック、論理パズルやロジックパズル、ピクチャーロジックなどと呼ばれているパズルをベースとしており、本作ではそれらをベースとしたパズルのことを『ピクトロジカ』と呼んでいる。ただしタイトル名との混同を防ぐため、ここでは『イラストパズル』と呼ぶことで統一する。
「メモリア」と呼ばれる登場キャラクターには全て渋谷員子が監修する2Dのドットグラフィックと、泉沢康久による『ワールド オブ ファイナルファンタジー』準拠のデフォルメキャラクターのビジュアルが設定されている。『FFVII』以降の3D作品のキャラクターたちに関しても例外なくドット絵とデフォルメ絵がついている。登場キャラクターの総数は250体以上になっており（2016年10月28日現在）、毎週1人はキャラクターが追加されている。

### ピクトロジカ ファイナルファンタジー≒
3DS版『ニアリーイコール』は上記の『ピクトロジカ』モードをメインとした内容となっており、FFキャラクターを題材にしたピクロスを解く「ステージピクトロジカ」と、RPG風な戦闘が楽しめる「クエスト」の2種類のモードがある。
パズルそのものはジュピターが自社で発売している「ピクロスe」シリーズとほぼ同様のシステムになっていることから、実質的に「ファイナルファンタジーシリーズのピクロス」と呼んでも差し支えない内容となっている。

## ストーリー
名前のない主人公が人間族とモーグリ族が平和に暮らす国「ピクセルト」で、考古幾何学である「ピクトロジカ」の力を使って石版からメモリア（キャラクター）の力を引き出し、その力を駆使しながらピクトロジカー（ピクトロジカを使ってメモリアを指揮し冒険する者たちの総称）としてピクトロジカの謎を解明すべく冒険をする内容となっている。なおストーリーは全て文章でのみ語られ、登場するピクトロジカーたちについては公式のイラストなどは存在していない。

## 登場人物
ラルド
主人公が憧れる伝説の英雄。Σプレート盗難事件で犯人を追っている。
アイオラ
メルモンド平原で主人公に「モンスター退治競争」を仕掛けてくるピクトロジカー。
ロウロ
主人公が護衛任務をまかされる、幼い研究員。
リリート
主人公たちが乗り込んだ船の船長で、実習教師。正式名ははリリート・ハーモスター。数多くのピクトロジカーを生んだ、名家ハーモスター家の次期当主。

## 登場タイトル
PFFにはファイナルファンタジーのナンバリングタイトル（『FFI』～『FFXV』）のキャラクターのみならず、派生作品からも多くキャラクターが登場している。ナンバリングタイトル以外ではこれらの作品から登場している。
- ワールド オブ ファイナルファンタジー（レェンやラァンなど）
- ファイナルファンタジー零式（エースやトレイなど）
- ファイナルファンタジータクティクス（ラムザやアルテマなど）
- ファイナルファンタジータクティクスアドバンス（マーシュやルッソなど）
- ファイナルファンタジークリスタルクロニクル（レイルやユーリィなど）
- ファイナルファンタジーレジェンズ（ダスクやナハトなど）
- ファイナルファンタジーレジェンズ 時空ノ水晶（トゥモロやエモなど）
- メビウス ファイナルファンタジー（ウォルやセーラなど）
- ファイナルファンタジー レコードキーパー（デシ）
- ファイナルファンタジーIV THE AFTER 月の帰還（レオノーラやイザヨイなど）
- クライシス コア ファイナルファンタジーVII（アンジールやジェネシスなど）

## 戦闘
プレイヤーがイラストパズルを解くとキャラクターたちが最初に攻撃を行い、全員の攻撃が終わった後にモンスターたちが反撃をするという、ターン交代制で戦闘は進む。モンスターたちを全滅させれば勝利となり次のステージに進み、敵の攻撃でメモリアたちのHPが0になるとゲームオーバーとなる。戦闘に勝つと経験値を貰えてキャラクターのレベルが上がるなど、RPGの要素もある。
戦闘中は上半分にFFシリーズでお馴染みのモンスターとキャラクターたちの戦闘画面が表示され、下半分にイラストパズルが表示される。実際にはパズル部分は5×5マスであり、イラスト要素はない。
キャラクターのステータスにHPという項目はあるが、HPはパーティメンバー全員のHPの合計だけが表示され、HPが0になった瞬間に全員が戦闘不能になる。また素早さの項目も全員の合計値のみが影響し、ブレイクゲージの減るスピードに影響するが、行動順は「キャラクターのいる行のパネルを塗った順番」でのみ決まる。
キャラクターの行動順によって発動するジョブスキルがあるため、実際の戦闘ではこの塗る順番が必要になる。それと同時に、塗るスピードによってプレミアムスキルが発動できるまでの戦闘回数が変わるため、いかに早く且つ最も効率的な順番で塗れるかがカギとなる。
パズル自体の難易度に加えて、武器やアビリティ、魔法や敵の弱点、さらにはメメントチューンと呼ばれるフィールド特性のようなものと、ブレイクゲージという攻撃を積み重ねることによって溜まる「攻撃が跳ね上がる仕組み」が絡み合い、パズル自体の難易度を大きく変動させている。

## クエスト
エクサバトリアと蜃気楼の塔という2つのイベントを、隔月で交互に行っている。双方ともランキングイベントの要素が強く、上位に行くと特別なキャラクターやアビリティ（武器や召喚魔法など）を貰える。
ピクドリルはパズルの難易度が最高レベルになる代わりに敵が極限まで弱められ、パズルを1マスも間違えなければ初心者でも倒せる。報酬としてジェム（ガチャをするためのゲーム内通貨）などが用意されている。
超難易度クエストではクリアすると最高級のレアな武器をもらえる。ただし、パズル自体の難易度はそこまで難しくないものの、敵の攻撃に様々なひねりが加えられて熾烈になる。
遺されし大迷宮（大迷宮ホーリーグローリー）は不思議のダンジョンなどに似たシステムで、入るたびに構造が変わるダンジョンをチョコボに乗って探索するシステムとなっている。フロアのボスを倒すと、グローリーウェポンと呼ばれる特別な武器を手に入れることができる。
また、常設のクエストではストーリーモード用のクエストのほかに、レベル上げのためのクエストやアビリティのレベルを上げるためのアイテムを手に入れるためのクエスト、メモリアを進化させるために必要な宝石などが手に入るクエストなどが用意されている。
さらにクエストの中には『ミッション』が設定されているものもあり、例えば「女性のメモリアだけで攻略」や「剣を装備したメモリアだけで攻略」などの指示があり、これがパズルを簡易にさせない要素にもなっている。